# كلده (مقاطعة فومن)
كلده (بالفارسية: کلده) هي قرية تقع في غيلان في إيران. يقدر عدد سكانها بـ 339 نسمة بحسب إحصاء 2016.